# Rhyparomatrix fuscolinianella
Rhyparomatrix fuscolinianella är en fjärilsart som beskrevs av Riley och Smith 1891. Rhyparomatrix fuscolinianella ingår i släktet Rhyparomatrix och familjen Lecithoceridae. Inga underarter finns listade i Catalogue of Life.